# 五木田智央
五木田 智央（ごきた ともお、1969年7月28日 - ）は、日本の画家。東京都出身。

## 来歴
小中学生の頃は教員から「絵が漫画みたいだ」と称されることがしばしばあったが、『週刊ザ・プロレス』1984年10月23日号に自身の投稿したルー・テーズのイラストが掲載され、藤原喜明から「ドッカン特待生」の異名を与えられた。17歳の時には『闘魂スペシャル』（チャレンジ・スピリット'86記念号）で藤原の絵を描いて優秀作に輝いた。その他にも、プロレス関連の投稿イラストは枚挙に暇がない。国内外での個展、グループ展の他に、カルチャー、ファッション、ミュージックビジュアルなども多数手掛ける。初期は主に雑誌媒体などでイラストを発表していたが、2004年ごろからキャンバスに描くモノクロの絵が海外で注目を集める。一時期は生活のためにイラストレーターも行っていたが、あれこれと条件を付けられるため嫌になって行わなくなっていった。2017年の時点では、ニューヨークやロサンゼルスでの展覧会が『ニューヨーク・タイムズ』や『ARTFORUM』のアートレビューで高い評価を受けるなど、世界的評価を獲得する。『KAMINOGE』で『画画画報』を連載しているのをはじめとして、プロレスに関連した創作物も少なくない。

## 人物

### 絵画関連
- 自身の趣味であるのか、女性の裸体を描く機会が多く、2017年のインタビューでは「ぽっちゃりが好き」と答えている[4]。
- 画家としては、締切などの決まり事が無いと締まらないタイプと、本人が2017年に行われた藤原喜明との対談で答えている[5]。
- 評論家や一般層などの評価に基づくと総じて病的な作風であると言え、自身もそれは認めている[2]。
- 10代の頃は山藤章二の影響を受けていた[2]。

### プロレスファンとして
- 好きなプロレスラーはアントニオ猪木。妻の兄も同様に猪木のファン[6]。
- プロレスラーもそれ以外の人間も29歳で全盛期を迎えるという「29歳ブレイク説」を唱えており、自分は29歳で『ランジェリー・レスリング』の展覧会を開いた、と五木田本人も自身でその説を根拠づけている[7]。

### 家族・生活・信条
- 若いころは朝早く起きてから夜中まで連続して絵を描いていたが、2017年の頃になると17時から18時ごろにはその日の仕事を切り上げてビールを飲む生活を行っている[8]。
- 2017年4月の時点で小学3年生の娘は星野源が好きであり毎日爆音で同じ曲を流すので、最初はうんざりしていたが延々と聴かされるうちに好きになったという[9]。

### その他
- 小さいころから夕焼けが好きであり、2017年の時点でも夕焼けを見ると泣きそうになるという[10]。

## 作品集
- 『ランジェリー・レスリング』（リトルモア、2000年）
- 『シャッフル鉄道唱歌』（天然文庫、2010年）
- 『777』（888ブックス、2015年）